# Decomposição QR
Em álgebra linear, uma decomposição QR (também chamada de fatoração QR) de uma matriz é uma decomposição de uma matriz A em um produto A = QR de uma matriz ortogonal Q e uma matriz triangular superior R. A decomposição QR é usado frequentemente para resolver o problema de mínimos quadrados linear e é a base para um determinado algoritmo de autovalores, o algoritmo QR.

## Casos e definições

### Matriz quadrada
Toda matriz quadrada A com entradas reais pode ser decomposta como
{\displaystyle A=QR,}
em que Q é uma matriz ortogonal (suas colunas são vetores unitários ortogonais, isto é {\displaystyle Q^{\textsf {T}}Q=QQ^{\textsf {T}}=I}) e R é uma  matriz triangular superior (também chamada de matriz triangular à direita). Se A é invertível, então a fatoração é única, se for exigido que os elementos da diagonal de R sejam positivos.
Se em vez disso A for uma matriz quadrada complexa, então há uma decomposição A = QR, em que Q é uma matriz unitária (então {\displaystyle Q^{*}Q=QQ^{*}=I}).
Se A tem n colunas linearmente independentes então as primeiras n colunas de Q formam uma base ortonormal para o espaço coluna de A. Mais geralmente, as primeiras k colunas de Q formam uma base ortonormal para o espaço gerado pelas primeiras k colunas de A para qualquer 1 ≤ k ≤ n. O fato de qualquer coluna k de A só depender das primeiras k colunas de Q é responsável pela forma triangular de R.

### Matriz retangular
Mais geralmente, pode-se considerar uma matriz m×n complexa A, em que m ≥ n, como o produto de uma matriz unitária P de ordem m×m e uma matriz triangular superior R de ordem m×n. Como as (m−n) linhas inferiores de uma matriz triangular superior de ordem m×n consiste inteiramente de zeros, muitas vezes, é útil particionar R, ou tanto R quanto Q:
{\displaystyle A=QR=Q{\begin{bmatrix}R_{1}\\0\end{bmatrix}}={\begin{bmatrix}Q_{1},Q_{2}\end{bmatrix}}{\begin{bmatrix}R_{1}\\0\end{bmatrix}}=Q_{1}R_{1},}
em que R1 é uma matriz triangular superior de ordem n×n, 0 é uma matriz nula de ordem (m − n)×n, Q1 é m×n, P2 é m×(m − n) e tanto Q1 quanto Q2 têm colunas ortogonais.
Golub & Van Loan (1996, §5.2) chamam Q1R1 de fatoração QR magra de A; já Trefethen e Bau a chamam de fatoração QR reduzida. Se A é de posto cheio n e for exigido que os elementos da diagonal de R1 sejam positivos, então, R1 e P1 são únicas, mas, em geral, Q2 não é. R1 é, então, igual ao fator triangular superior da fatoração de Cholesky de A* A (= ATA se A é real).

### Decomposições QL, RQ e LQ
De forma análoga, pode-se definir decomposições QL, RQ, e LQ, em que L é uma matriz triangular inferior.

## Obtenção da decomposição QR
Existem vários métodos para calcular a decomposição QR, tais como o uso do processo de Gram–Schmidt, transformações Householder, ou rotações de Givens. Cada um tem suas vantagens e desvantagens.

### Usando o processo de Gram–Schmidt
Considere o processo de Gram–Schmidt aplicado às colunas da matriz de posto completo por colunas {\displaystyle A=\left[\mathbf {a} _{1},\cdots ,\mathbf {a} _{n}\right],} com o produto interno {\displaystyle \langle \mathbf {v} ,\mathbf {w} \rangle =\mathbf {v} ^{\textsf {T}}\mathbf {w} } (ou {\displaystyle \langle \mathbf {v} ,\mathbf {w} \rangle =\mathbf {v} ^{*}\mathbf {w} } no caso complexo).
Defina a projeção:
{\displaystyle \operatorname {proj} _{\mathbf {u} }\mathbf {a} ={\frac {\left\langle \mathbf {u} ,\mathbf {a} \right\rangle }{\left\langle \mathbf {u} ,\mathbf {u} \right\rangle }}{\mathbf {u} }}
então:
{\displaystyle {\begin{aligned}\mathbf {u} _{1}&=\mathbf {a} _{1},&\mathbf {e} _{1}&={\mathbf {u} _{1} \over \|\mathbf {u} _{1}\|}\\\mathbf {u} _{2}&=\mathbf {a} _{2}-\operatorname {proj} _{\mathbf {u} _{1}}\,\mathbf {a} _{2},&\mathbf {e} _{2}&={\mathbf {u} _{2} \over \|\mathbf {u} _{2}\|}\\\mathbf {u} _{3}&=\mathbf {a} _{3}-\operatorname {proj} _{\mathbf {u} _{1}}\,\mathbf {a} _{3}-\operatorname {proj} _{\mathbf {u} _{2}}\,\mathbf {a} _{3},&\mathbf {e} _{3}&={\mathbf {u} _{3} \over \|\mathbf {u} _{3}\|}\\&\vdots &&\vdots \\\mathbf {u} _{k}&=\mathbf {a} _{k}-\sum _{j=1}^{k-1}\operatorname {proj} _{\mathbf {u} _{j}}\,\mathbf {a} _{k},&\mathbf {e} _{k}&={\mathbf {u} _{k} \over \|\mathbf {u} _{k}\|}\end{aligned}}}
Agora os {\displaystyle \mathbf {a} _{i}}s podem ser escritos em relação à recém calculada base ortonormal:
{\displaystyle {\begin{aligned}\mathbf {a} _{1}&=\langle \mathbf {e} _{1},\mathbf {a} _{1}\rangle \mathbf {e} _{1}\\\mathbf {a} _{2}&=\langle \mathbf {e} _{1},\mathbf {a} _{2}\rangle \mathbf {e} _{1}+\langle \mathbf {e} _{2},\mathbf {a} _{2}\rangle \mathbf {e} _{2}\\\mathbf {a} _{3}&=\langle \mathbf {e} _{1},\mathbf {a} _{3}\rangle \mathbf {e} _{1}+\langle \mathbf {e} _{2},\mathbf {a} _{3}\rangle \mathbf {e} _{2}+\langle \mathbf {e} _{3},\mathbf {a} _{3}\rangle \mathbf {e} _{3}\\&\vdots \\\mathbf {a} _{k}&=\sum _{j=1}^{k}\langle \mathbf {e} _{j},\mathbf {a} _{k}\rangle \mathbf {e} _{j}\end{aligned}}}
em que {\displaystyle \left\langle \mathbf {e} _{i},\mathbf {a} _{i}\right\rangle =\left\|\mathbf {u} _{i}\right\|.} Isso pode ser escrito matricialmente como:
{\displaystyle A=QR}
onde:
{\displaystyle Q=\left[\mathbf {e} _{1},\cdots ,\mathbf {e} _{n}\right]}
e
{\displaystyle R={\begin{pmatrix}\langle \mathbf {e} _{1},\mathbf {a} _{1}\rangle &\langle \mathbf {e} _{1},\mathbf {a} _{2}\rangle &\langle \mathbf {e} _{1},\mathbf {a} _{3}\rangle &\ldots \\0&\langle \mathbf {e} _{2},\mathbf {a} _{2}\rangle &\langle \mathbf {e} _{2},\mathbf {a} _{3}\rangle &\ldots \\0&0&\langle \mathbf {e} _{3},\mathbf {a} _{3}\rangle &\ldots \\\vdots &\vdots &\vdots &\ddots \end{pmatrix}}.}

#### Exemplo
Considere a decomposição de
{\displaystyle A={\begin{pmatrix}12&-51&4\\6&167&-68\\-4&24&-41\end{pmatrix}}.}
Lembre-se que uma matriz ortonormal {\displaystyle Q} tem a propriedade
{\displaystyle Q^{\textsf {T}}\,Q=I.}
Então, pode-se calcular {\displaystyle Q} por meio de Gram–Schmidt, da seguinte forma:
{\displaystyle {\begin{aligned}U={\begin{pmatrix}\mathbf {u} _{1}&\mathbf {u} _{2}&\mathbf {u} _{3}\end{pmatrix}}&={\begin{pmatrix}12&-69&-58/5\\6&158&6/5\\-4&30&-33\end{pmatrix}};\\Q={\begin{pmatrix}{\frac {\mathbf {u} _{1}}{\|\mathbf {u} _{1}\|}}&{\frac {\mathbf {u} _{2}}{\|\mathbf {u} _{2}\|}}&{\frac {\mathbf {u} _{3}}{\|\mathbf {u} _{3}\|}}\end{pmatrix}}&={\begin{pmatrix}6/7&-69/175&-58/175\\3/7&158/175&6/175\\-2/7&6/35&-33/35\end{pmatrix}}.\end{aligned}}}
Assim, tem-se
{\displaystyle {\begin{aligned}Q^{\textsf {T}}A&=Q^{\textsf {T}}Q\,R=R;\\R&=Q^{\textsf {T}}A={\begin{pmatrix}14&21&-14\\0&175&-70\\0&0&35\end{pmatrix}}.\end{aligned}}}

#### Relação com a decomposição QR
A decomposição QR transforma uma matriz A em um produto de uma matriz triangular superior R (também conhecida como triangular direita) e uma matriz ortogonal Q. A única diferença em relação à decomposição QR é a ordem dessas matrizes.
A decomposição QR resulta da ortogonalização das colunas de A por Gram–Schmidt, iniciada a partir da primeira coluna.
A decomposição RQ resulta da ortogonalização das linhas de A por Gram–Schmidt, iniciada a partir da última linha.

#### Vantagens e desvantagens
O processo de Gram-Schmidt é inerentemente instável numericamente. Enquanto a aplicação das projeções tem uma atraente analogia geométrica para a ortogonalização, a ortogonalização propriamente dita é propensa a erros numéricos. Uma vantagem significativa, porém, é a facilidade de implementação, o que o torna um algoritmo útil para prototipagem se uma biblioteca de álgebra linear pré-construída não está disponível.

### Usando reflexões de Householder

Reflexão de Householder para a decomposição QR: O objetivo é encontrar uma transformação linear que transforma o vetor em um vetor de mesmo comprimento que é colinear a Poderia ser usada uma projeção ortogonal (Gram-Schmidt), mas isso seria numericamente instável se os vetores e fossem praticamente ortogonais. Em vez disso, a reflexão de Householder reflete através da linha pontilhada (escolhida para dividir o ângulo entre e ao meio). O ângulo máximo com essa transformação é de 45 graus

Uma reflexão de Householder (ou transformação de Householder) é uma transformação que pega um vetor e reflete-o em relação a algum plano ou hiperplano. Pode-se utilizar esta operação para calcular a fatoração QR de uma matriz {\displaystyle A}de ordem m-por-n com m ≥ n.
Q pode ser utilizada para refletir um vetor de tal forma que todas as coordenadas exceto uma desapareçam.
Seja {\displaystyle \mathbf {x} } ser um vetor coluna real arbitrário de {\displaystyle A} de dimensão m, tal que {\displaystyle \|\mathbf {x} \|=|\alpha |} para algum escalar α. Se o algoritmo é implementado usando a aritmética de ponto flutuante, então α deve receber o sinal contrário ao da k-ésima coordenada de {\displaystyle \mathbf {x} ,} onde {\displaystyle x_{k}} deve ser a coordenada pivô a partir da qual todas as entradas são 0 na forma triangular superior final de A, para evitar a perda de significância. No caso complexo, define-se
{\displaystyle \alpha =-e^{i\arg x_{k}}\|\mathbf {x} \|}
(Stoer & Bulirsch 2002, p. 225) e substitui-se a transposição, pela transposição seguida de conjugação para a construção de Q como abaixo.
Então, sendo {\displaystyle \mathbf {e} _{1}} o vetor (1 0 ... 0)T, ||·|| a norma Euclidiana e {\displaystyle I} uma matriz identidade de ordem m-por-m, define-se
{\displaystyle {\begin{aligned}\mathbf {u} &=\mathbf {x} -\alpha \mathbf {e} _{1},\\\mathbf {v} &={\mathbf {u}  \over \|\mathbf {u} \|},\\Q&=I-2\mathbf {v} \mathbf {v} ^{\textsf {T}}.\end{aligned}}}
Ou, se {\displaystyle A} é complexo
{\displaystyle Q=I-2\mathbf {v} \mathbf {v} ^{*}.}
{\displaystyle Q} é uma matriz de Householder de ordem m-por-m e
{\displaystyle Q\mathbf {x} ={\begin{pmatrix}\alpha &0&\cdots &0\end{pmatrix}}^{\textsf {T}}.}
Isso pode ser usado para transformar gradativamente uma matriz A de ordem m-por-n em uma matriz na forma triangular superior. Primeiramente, multiplica-se A pela matriz de Householder Q1 que é obtida ao escolher a primeira matriz coluna para x. Isso resulta em uma matriz Q1A com zeros na coluna da esquerda (exceto na primeira linha).
{\displaystyle Q_{1}A={\begin{bmatrix}\alpha _{1}&\star &\dots &\star \\0&&&\\\vdots &&A'&\\0&&&\end{bmatrix}}}
Este processo pode ser repetido para A' (obtida a partir de Q1A ao excluir a primeira linha e a primeira coluna), resultando em uma matriz de Householder Q'2. Note que Q'2 é menor do que Q1. Como a intenção é fazer com que ela atue em Q1A em vez de A' é preciso expandi-la para o canto superior esquerdo, preenchendo-a com 1, ou em geral:
{\displaystyle Q_{k}={\begin{pmatrix}I_{k-1}&0\\0&Q_{k}'\end{pmatrix}}.}
Depois de {\displaystyle t} iterações do processo, {\displaystyle t=\min(m-1,n),}
{\displaystyle R=Q_{t}\cdots Q_{2}Q_{1}A}
é uma matriz triangular superior. Assim, com
{\displaystyle Q=Q_{1}^{\textsf {T}}Q_{2}^{\textsf {T}}\cdots Q_{t}^{\textsf {T}},}
{\displaystyle A=QR} é uma decomposição QR de {\displaystyle A.}
Este método tem maior estabilidade numérica do que o método de Gram–Schmidt acima.
A tabela a seguir apresenta o número de operações na k-ésima etapa da decomposição QR pela transformação de Householder, assumindo uma matriz quadrada com tamanho n.
| Operação       | Número de operações no k-ésima etapa       |
| -------------- | ------------------------------------------ |
| Multiplicações | {\displaystyle 2(n-k+1)^{2}}               |
| Adições        | {\displaystyle (n-k+1)^{2}+(n-k+1)(n-k)+2} |
| Divisão        | {\displaystyle 1}                          |
| Raiz quadrada  | {\displaystyle 1}                          |

Somando esses números ao longo das n − 1 etapas (para uma matriz quadrada de ordem n), obtém-se que a complexidade do algoritmo (em termos de multiplicações em ponto flutuante) é dada por
{\displaystyle {\frac {2}{3}}n^{3}+n^{2}+{\frac {1}{3}}n-2=O\left(n^{3}\right).}

#### Exemplo
Vamos calcular a decomposição de
{\displaystyle A={\begin{pmatrix}12&-51&4\\6&167&-68\\-4&24&-41\end{pmatrix}}.}
Primeiro, é preciso encontrar uma reflexão que transforme a primeira coluna da matriz A, que é o vector {\displaystyle \mathbf {a} _{1}={\begin{pmatrix}12&6&-4\end{pmatrix}}^{\textsf {T}},} em {\displaystyle \left\|\mathbf {a} _{1}\right\|\;\mathbf {e} _{1}={\begin{pmatrix}14&0&0\end{pmatrix}}^{\textsf {T}}.}
Agora,
{\displaystyle \mathbf {u} =\mathbf {x} -\alpha \mathbf {e} _{1},}
e
{\displaystyle \mathbf {v} ={\mathbf {u}  \over \|\mathbf {u} \|}.}
Aqui,
{\displaystyle \alpha =14} e {\displaystyle \mathbf {x} =\mathbf {a} _{1}={\begin{pmatrix}12&6&-4\end{pmatrix}}^{\textsf {T}}}
Portanto,
{\displaystyle \mathbf {u} ={\begin{pmatrix}-2&6&-4\end{pmatrix}}^{\textsf {T}}={\begin{pmatrix}2\end{pmatrix}}{\begin{pmatrix}-1&3&-2\end{pmatrix}}^{\textsf {T}}} e {\displaystyle \mathbf {v} ={1 \over {\sqrt {14}}}{\begin{pmatrix}-1&3&-2\end{pmatrix}}^{\textsf {T}},} e então
{\displaystyle {\begin{aligned}Q_{1}={}&I-{2 \over {\sqrt {14}}{\sqrt {14}}}{\begin{pmatrix}-1\\3\\-2\end{pmatrix}}{\begin{pmatrix}-1&3&-2\end{pmatrix}}\\={}&I-{1 \over 7}{\begin{pmatrix}1&-3&2\\-3&9&-6\\2&-6&4\end{pmatrix}}\\={}&{\begin{pmatrix}6/7&3/7&-2/7\\3/7&-2/7&6/7\\-2/7&6/7&3/7\\\end{pmatrix}}.\end{aligned}}}
Agora observe que:
{\displaystyle Q_{1}A={\begin{pmatrix}14&21&-14\\0&-49&-14\\0&168&-77\end{pmatrix}},}
assim já temos quase uma matriz triangular. Nós só precisamos zerar a entrada (3, 2).
Considere o menor (1, 1), e então aplique novamente o processo para
{\displaystyle A'=M_{11}={\begin{pmatrix}-49&-14\\168&-77\end{pmatrix}}.}
Pelo mesmo método acima, obtém-se a matriz da transformação de Householder
{\displaystyle Q_{2}={\begin{pmatrix}1&0&0\\0&-7/25&24/25\\0&24/25&7/25\end{pmatrix}}}
depois de realizar a soma direta com 1 para se certificar de que o próximo passo do processo funcione corretamente.
Agora, encontramos
{\displaystyle Q=Q_{1}^{\textsf {T}}Q_{2}^{\textsf {T}}={\begin{pmatrix}6/7&-69/175&58/175\\3/7&158/175&-6/175\\-2/7&6/35&33/35\end{pmatrix}}}
Ou, com quatro casas decimais,
{\displaystyle {\begin{aligned}Q&=Q_{1}^{\textsf {T}}Q_{2}^{\textsf {T}}={\begin{pmatrix}0.8571&-0.3943&0.3314\\0.4286&0.9029&-0.0343\\-0.2857&0.1714&0.9429\end{pmatrix}}\\R&=Q_{2}Q_{1}A=Q^{\textsf {T}}A={\begin{pmatrix}14&21&-14\\0&175&-70\\0&0&-35\end{pmatrix}}.\end{aligned}}}
A matriz Q é ortogonal e R é triangular superior, de modo que A = QR é a decomposição QR desejada.

#### Vantagens e desvantagens
O uso de transformações de Householder é inerentemente o mais simples dos algoritmos de decomposição QR numericamente estáveis devido ao uso de reflexões como o mecanismo para a produção de zeros na matriz R. No entanto, o algoritmo de reflexão de Householder tem largura de banda pesada e não é paralelizável, já que cada reflexão que produz um novo elemento zero pode alterar completamente tanto a matriz Q quanto R.

### Usando rotações de Givens
A decomposição QR também pode ser calculada com uma série de rotações de Givens. Cada rotação zera um elemento da subdiagonal da matriz, formando a matriz R. A concatenação de todas as rotações de Givens forma a matriz ortogonal Q.
Na prática, as rotações de Givens não são feitas construindo-se efetivamente uma matriz inteira para realizar uma multiplicação de matrizes. Em vez disso, um procedimento de rotação de Givens é utilizado, fazendo o equivalente de uma multiplicação de matrizes esparsas de Givens, sem o trabalho extra de manipular os elementos esparsos. O procedimento de rotação de Givens é útil em situações em que apenas um número relativamente pequeno de elementos fora da diagonal precisa ser zerado, e é paralelizado mais facilmente do que as transformações de Householder.

#### Exemplo
Vamos calcular a decomposição de
{\displaystyle A={\begin{pmatrix}12&-51&4\\6&167&-68\\-4&24&-41\end{pmatrix}}.}
Primeiro, é necessário formar uma matriz de rotação que zere o elemento mais à esquerda e abaixo, {\displaystyle \mathbf {a} _{31}=-4.} Esta matriz é formada utilizando o método de rotação de Givens, e é chamada de {\displaystyle G_{1}.} Primeiramente o vetor {\displaystyle {\begin{pmatrix}12&-4\end{pmatrix}}} será rotacionado para que aponte na direção do eixo X. Este vetor forma um ângulo {\displaystyle \theta =\arctan \left({-(-4) \over 12}\right).} Deste modo é criada a matriz de rotação de Givens, {\displaystyle G_{1}:}
{\displaystyle {\begin{aligned}G_{1}&={\begin{pmatrix}\cos(\theta )&0&-\mathrm {sen} \,(\theta )\\0&1&0\\\mathrm {sen} \,(\theta )&0&\cos(\theta )\end{pmatrix}}\\&\approx {\begin{pmatrix}0.94868&0&-0.31622\\0&1&0\\0.31622&0&0.94868\end{pmatrix}}\end{aligned}}}
E assim o resultado de {\displaystyle G_{1}A} tem um zero no elemento {\displaystyle \mathbf {a} _{31}.}
{\displaystyle G_{1}A\approx {\begin{pmatrix}12.64911&-55.97231&16.76007\\6&167&-68\\0&6.64078&-37.6311\end{pmatrix}}}
Também é possível construir matrizes de Givens {\displaystyle G_{2}} e {\displaystyle G_{3}}de forma análoga para zerar os elementos abaixo da diagonal principal, {\displaystyle a_{21}} e {\displaystyle a_{32},} formando uma matriz triangular {\displaystyle R.} A matriz ortogonal {\displaystyle Q^{\textsf {T}}} é formada a partir do produto de todas as matrizes de Givens {\displaystyle Q^{\textsf {T}}=G_{3}G_{2}G_{1}.} Assim, tem-se {\displaystyle G_{3}G_{2}G_{1}A=Q^{\textsf {T}}A=R}e a decomposição QR é {\displaystyle A=QR.}

#### Vantagens e desvantagens
A decomposição QR através de rotações de Givens é mais complicada de implementar, uma vez que a ordenação necessária das linhas para explorar plenamente o algoritmo não pode ser determinada trivialmente. No entanto, ela tem uma vantagem significativa, pois cada novo elemento zero {\displaystyle a_{ij}} afeta apenas a linha com o elemento a ser zerado (i) e uma linha acima (j). Isso torna o algoritmo da rotação de Givens mais eficiente em largura de banda e paralelizável, em contraste com a técnica de reflexão de Householder.

## Conexão a um determinante ou um produto de autovalores
Pode-se utilizar a decomposição QR para encontrar o valor absoluto do determinante de uma matriz quadrada. Suponha que uma matriz seja decomposta como {\displaystyle A=QR.} Então tem-se
{\displaystyle \det(A)=\det(Q)\cdot \det(R).}
Sendo Q unitária, {\displaystyle |\det(Q)|=1.} Assim,
{\displaystyle \left|\det(A)\right|=\left|\det(R)\right|=\left|\prod _{i}r_{ii}\right|,}
em que {\displaystyle r_{ii}} são as entradas da diagonal de R.
Além disso, como o determinante é igual ao produto dos autovalores, tem-se
{\displaystyle \left|\prod _{i}r_{ii}\right|=\left|\prod _{i}\lambda _{i}\right|,}
em que {\displaystyle \lambda _{i}} são os autovalores de {\displaystyle A.}
Pode-se estender as propriedades acima para uma matriz complexa não quadrada {\displaystyle A} introduzindo a definição de QR decomposição para matriz complexa não quadrada e substituindo os autovalores por valores singulares.
Suponha que haja uma decomposição QR para uma matriz não quadrada A:
{\displaystyle A=Q{\begin{pmatrix}R\\O\end{pmatrix}},\qquad Q^{*}Q=I,}
em que {\displaystyle O} é uma matriz nula e {\displaystyle Q} é uma matriz unitária.
A partir das propriedades da SVD e do determinante de matrizes, tem-se
{\displaystyle \left|\prod _{i}r_{ii}\right|=\prod _{i}\sigma _{i},}
em que {\displaystyle \sigma _{i}} são os valores singulares de {\displaystyle A.}
Observe que os valores singulares de {\displaystyle A} e {\displaystyle R} são idênticos, apesar de seus autovalores complexos poderem ser diferentes. No entanto, se A é quadrada, o seguinte é verdadeiro:
{\displaystyle {\prod _{i}\sigma _{i}}=\left|{\prod _{i}\lambda _{i}}\right|.}
Em conclusão, a decomposição QR pode ser utilizada de forma eficiente para calcular o produto dos autovalores ou valores singulares de uma matriz.

## Pivotamento de colunas
A decomposição QR com o pivotamento de colunas introduz uma matriz de permutação P:
{\displaystyle AP=QR\quad \iff \quad A=QRP^{\textsf {T}}}
O pivotamento de colunas é útil quando A é (quase)  deficiente em posto, ou se suspeita que seja assim. Ele também pode melhorar a precisão numérica. P é normalmente escolhida de modo a que os elementos da diagonal de R sejam não-crescentes: {\displaystyle \left|r_{11}\right|\geq \left|r_{22}\right|\geq \ldots \geq \left|r_{nn}\right|.} Isso pode ser usado para encontrar o posto (numérico) de A com um custo computacional menor do que uma decomposição em valores singulares, formando a base dos chamados algoritmos QR reveladores do posto.

## Uso para a solução de problemas inversos lineares
Comparado com a inversão direta de matrizes, soluções inversas usando a decomposição QR são  mais estáveis numericamente, como evidenciado pelo seu número de condição reduzido [Parker, Geofísica Teoria Inversa, Ch1.13].
Para resolver o problema linear subdeterminado ({\displaystyle m<n}) {\displaystyle Ax=b} em que a matriz A tem dimensões {\displaystyle m\times n} e posto {\displaystyle m,} primeiro encontra-se a fatoração QR da transposta de A: {\displaystyle A^{\textsf {T}}=QR,} em que Q é uma matriz ortogonal (ou seja {\displaystyle Q^{\textsf {T}}=Q^{-1}}), e R tem uma forma especial: {\displaystyle R={\begin{bmatrix}R_{1}\\0\end{bmatrix}}.} Aqui {\displaystyle R_{1}} é uma matriz quadrada {\displaystyle m\times m} triangular à direita, e a matriz nula tem ordem {\displaystyle (n-m)\times m.} Após alguma álgebra, pode ser mostrado que uma solução para o problema inverso pode ser expressa como: {\displaystyle x=Q{\begin{bmatrix}\left(R_{1}^{\textsf {T}}\right)^{-1}b\\0\end{bmatrix}}} onde se pode encontrar {\displaystyle R_{1}^{-1}} por eliminação gaussiana ou pelo cálculo de {\displaystyle \left(R_{1}^{\textsf {T}}\right)^{-1}b} diretamente por substituição direta. A segunda técnica tem maior precisão numérica e exige menos cálculos.
Para encontrar uma solução, {\displaystyle {\hat {x}},} para o problema superdeterminado ({\displaystyle m\geq n}) {\displaystyle Ax=b} que minimiza a norma {\displaystyle \|A{\hat {x}}-b\|,} primeiro encontra-se a fatoração QR de A: {\displaystyle A=QR.} A solução pode ser expressa como {\displaystyle {\hat {x}}=R_{1}^{-1}\left(Q_{1}^{\textsf {T}}b\right),} onde {\displaystyle Q_{1}} é uma matriz {\displaystyle m\times n} contendo as primeiras {\displaystyle n} colunas da base orthonormal completa {\displaystyle Q} e onde {\displaystyle R_{1}} é como antes. Tal como no caso subdeterminado, pode-se usar a substituição regressiva para encontrar este {\displaystyle {\hat {x}}} de forma rápida e precisa, sem inverter {\displaystyle R_{1}} explicitamente. ({\displaystyle Q_{1}} e {\displaystyle R_{1}} são muitas vezes fornecidos por bibliotecas numéricas como uma decomposição QR "econômica".)

## Generalizações
A decomposição de Iwasawa generaliza a decomposição QR para grupos de Lie semissimples.

## Leitura complementar
- Golub, Gene H.; Van Loan, Charles F. (1996), Matrix Computations, ISBN 978-0-8018-5414-9 3rd ed. , Johns Hopkins.
- Horn, Roger A.; Johnson, Charles R. (1985), Matrix Analysis, ISBN 0-521-38632-2, Cambridge University Press. Seção 2.8.
- Press, WH; Teukolsky, SA; Vetterling, WT; Flannery, BP (2007), «Section 2.10. QR Decomposition», Numerical Recipes: The Art of Scientific Computing, ISBN 978-0-521-88068-8 3rd ed. , New York: Cambridge University Press
- Stoer, Josef; Bulirsch, Roland (2002), Introduction to Numerical Analysis, ISBN 0-387-95452-X 3rd ed. , Springer.